# BosWash

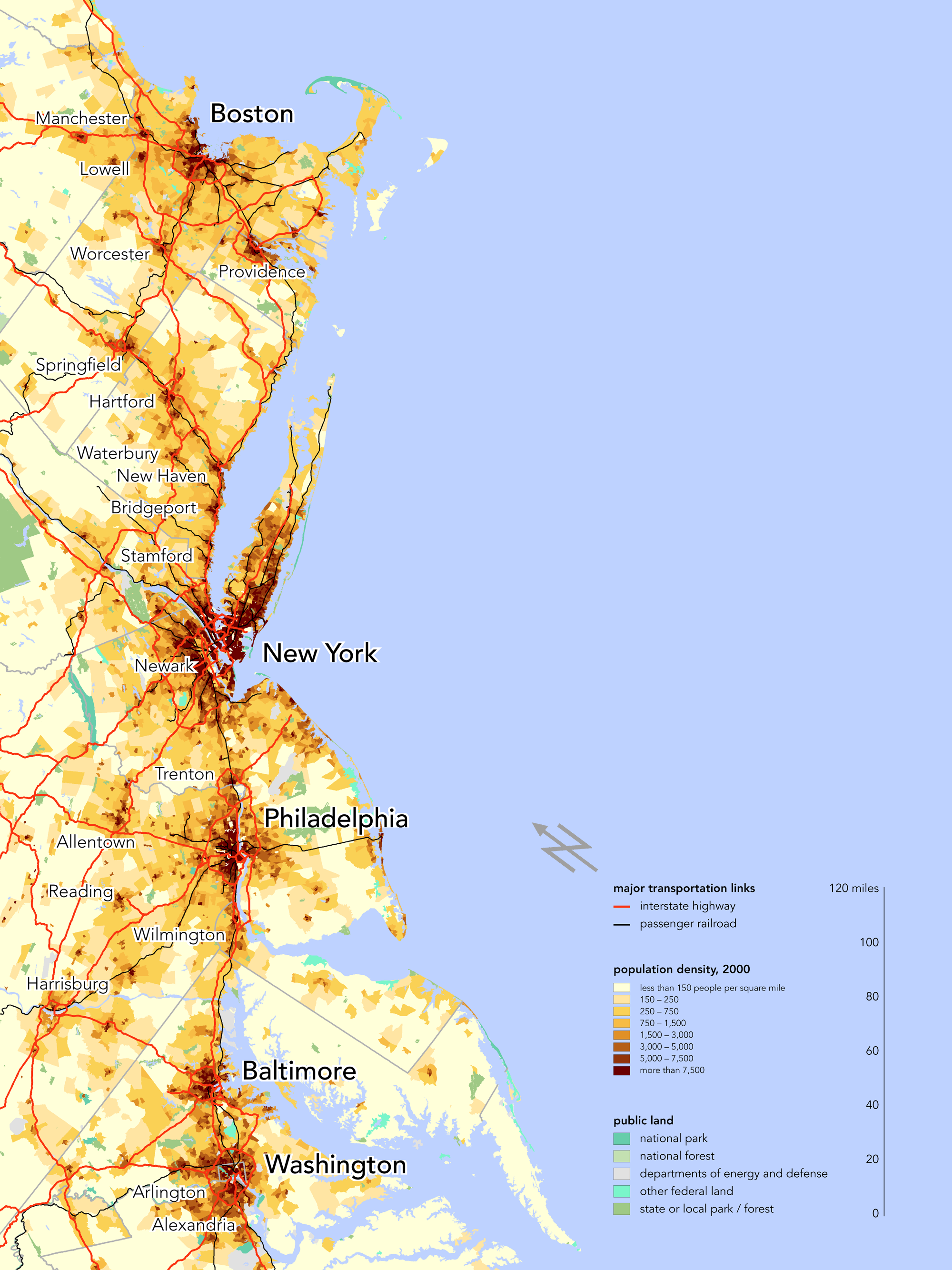
La mappa di BosWash, con indicata la densità di popolazione.

BosWash, sigla di corridoio Boston-Washington (area urbana nota anche come Northeast megalopolis) è un termine coniato da Herman Kahn e Anthony Wiener nel 1967, che designa una vasta zona urbana nel nord-est degli Stati Uniti, estesa per 800 km che costituisce una delle undici megaregioni degli Stati Uniti, tra le aree metropolitane di Boston e Washington. Tali città sono collegate tra di loro tanto per la capacità dei mezzi di trasporto, quanto per stretti legami dal punto di visto economico; questa caratteristica fece sì che Jean Gottmann, nel 1961, definisse quest'area come la prima vera megalopoli del mondo.
Kahn e Wiener hanno creato nella stessa pubblicazione i termini ChiPitts e SanSan, per riferirsi a vaste zone metropolitane in fase di crescita rispettivamente nel Midwest e sulla costa del Pacifico.

## Caratteristiche
BosWash comprende:
- Circa 50 milioni di abitanti, ovvero il 16% della popolazione statunitense.
- Cinque tra le prime 50 aree urbane del mondo (New York, Boston, Philadelphia, Baltimora e Washington).
- La Casa Bianca, il Campidoglio, la sede dell'ONU, il New York Stock Exchange, la sede dell'FMI.

## Maggiori città
- Grande Boston
  - Manchester (New Hampshire).
  - Boston, Worcester e Springfield (Massachusetts).
  - Providence (Rhode Island).
- Greater Hartford
  - Hartford, New Haven e Stamford (Connecticut).
- Area metropolitana di New York
  - New York (New York).
  - Jersey City e Newark (New Jersey).
- Delaware Valley
  - Filadelfia (Pennsylvania).
  - Wilmington, (Delaware).
- Area metropolitana di Baltimora
  - Baltimora (Maryland).